# يان ويلزي
يان ويلزي (بالإنجليزية: Ian Welsh)‏ هو سياسي بريطاني، ولد في 23 نوفمبر 1953 في المملكة المتحدة. حزبياً، نشط في حزب العمال الاسكوتلندي ‏ وحزب العمال. وقد في الانتخابات النيابية العمومية الاسكتلندية 1999 ‏، انتخب عضو البرلمان الاسكتلندي الأول ‏ عن دائرة Ayr (Scottish Parliament constituency) ‏ وقد انضم خلال فترته النيابية ‏ (6 مايو 1999 – 21 ديسمبر 1999) للكتلة البرلمانية حزب العمال الاسكوتلندي ‏.